# Olivea fimbriata
Olivea fimbriata är en svampart som först beskrevs av Mains, och fick sitt nu gällande namn av Cummins & Y. Hirats. 1983. Olivea fimbriata ingår i släktet Olivea och familjen Chaconiaceae.   Inga underarter finns listade i Catalogue of Life.